# Campionat d'Espanya de trial 1974
La temporada de 1974 del Campionat d'Espanya de trial fou la 7a edició d'aquest campionat, organitzat per la Reial Federació Motociclista Espanyola. El calendari oficial constava de 10 proves puntuables, celebrades entre el 3 de febrer i el 22 de desembre. 6 de les proves programades es disputaren als Països Catalans: Trial del Lluçanès (la primera, el 3 de febrer), València, Trial dels Cingles, Ibi, Castelló de la Plana i Trial del Bruc (la darrera, el 22 de desembre).

## Classificació final
Font:
| Posició | Pilot            | Motocicleta  | Punts |
| ------- | ---------------- | ------------ | ----- |
| 1       | Manuel Soler     | Bultaco      | 90    |
| 2       | Xavier Cucurella | Bultaco      | 71    |
| 3       | Quico Payà       | Montesa      | 64    |
| 4       | Jaume Subirà     | Montesa      | 59    |
| 5       | Fernando Muñoz   | Bultaco/OSSA | 45    |
| 6       | Jordi Rabasa     | Montesa      | 40    |
| 7       | Pere Taulé       | Bultaco      | 38    |
| 8       | Xavier Blanch    | Montesa      | 36    |
| 9       | Ignasi Bultó     | Bultaco      | 36    |
| 10      | Ramon Tresserras | Bultaco      | 21    |